# Кинабалу веверица
Кинабалуанска веверица (лат. Callosciurus baluensis, енгл. Kinabalu squirrel) је сисар из реда глодара (Rodentia) и породице веверица (Sciuridae).

## Распрострањење
Ареал врсте је ограничен на острво Борнео, које је подељено између Малезије и Индонезије. Борнео је једино познато природно станиште врсте.

## Станиште
Станиште врсте су шуме изнад 300 метара.

## Угроженост
Ова врста је наведена као последња брига, јер има широко распрострањење и честа је врста.